# Брижан, Дмитрий Афанасьевич
Дмитрий Афанасьевич Брижан (1928—2003) — советский передовик производства, бригадир водителей автопредприятия международных перевозок грузов «Совавто-Бийск» Министерства автомобильного транспорта РСФСР. Полный кавалер ордена Трудовой Славы (1975, 1981, 1986).

## Биография
Родился 23 августа 1928 года в селе Голубовка, Иртышского района Павлодарского округа Казахской АССР в русской крестьянской семье.
С 1942 года, в период Великой Отечественной войны, после окончания семи классов сельской школы и автомобильной школы начал свою трудовую деятельность — водителем Кутузовского зернового совхоза Иртышского района Павлодарской области Казахской ССР.
С 1948 года призван в ряды Красной армии, служил в автомобильных воинских частях войск МВД СССР. С 1951 года после демобилизации из рядов Вооружённых Сил в звании сержанта, переехал в Омскую область и начал работать шофёром в Камышловском совхозе Любинского района. С 1955 года переехал в город Бийск, Алтайского края и начал работать водителем Северо-Алтайской экспедиции. С 1963 по 1965 годы заочно без отрыва от производства Д. А. Брижан обучался в Бийском профессионально-техническом училище, по окончании которого получив специализацию — механика автомобильного транспорта.
С 1966 года был назначен бригадиром водителей автопредприятия международных перевозок грузов «Совавто-Бийск» Министерства автомобильного транспорта РСФСР, занимался перевозкой нефтеналивных грузов за границу и в частности в Монгольскую Народную Республику. Д. А. Брижан был инициатором бережного отношения к своей технике и экономии топлива, что не помешало ему добиться высоких результатов в своей деятельности.
22 апреля 1975 года году Указом Президиума Верховного Совета СССР «за досрочное выполнение заданий 9-й пятилетки (1971—1975) и личных социалистических обязательств» Дмитрий Афанасьевич Брижан был награждён Орденом Трудовой Славы 3-й степени.
2 апреля 1981 года году Указом Президиума Верховного Совета СССР «за досрочное выполнение заданий 10-й пятилетке (1976—1980) и личных социалистических обязательств» Дмитрий Афанасьевич Брижан был награждён Орденом Трудовой Славы 2-й степени.
С 1981 по 1985 годы Д. А. Брижан в период одиннадцатой пятилетки досрочно выполнил план по перевозке грузов при высокой производительности труда.
14 августа 1986 года году Указом Президиума Верховного Совета СССР «за успехи, достигнутые в выполнении заданий одиннадцатой пятилетки и социалистических обязательств» Дмитрий Афанасьевич Брижан был награждён Орденом Трудовой Славы 1-й степени, тем самым став Полным кавалером ордена Трудовой Славы.
С 1988 года вышел на заслуженный отдых, проживал в городе Бийске.
Скончался 11 декабря 2003 года в Бийске.

## Награды
- Орден Трудовой Славы I степени (14.08.1986)
- Орден Трудовой Славы II степени (02.04.1981)
- Орден Трудовой Славы III степени (22.04.1975)
- Почётный автодорожник РСФСР (1983)

## Память
- Улица в городе Бийске была названа именем Д. А. Брижана

## Примечание
1. 1 2 3 4 5  С. Кузоватов. Брижан, Дмитрий Афанасьевич. Сайт «Герои страны». Дата обращения: 30 июля 2020.